# 大津村 (島根県)
大津村（おおつむら）は、島根県簸川郡にあった村。現在の出雲市大津町にあたる。

## 地理
- 河川：斐伊川[1]

## 歴史
- 1889年（明治22年）4月1日、町村制の施行により、神門郡大津町、大石村が合併して村制施行し、大津村が発足[1][2]。
- 1895年（明治28年）斐水社（生糸製糸場）設立[1]。
- 1896年（明治29年）4月1日、郡の統合により簸川郡に所属[2]。
- 1897年（明治30年）羽二重機業伝習所開所[1]。
- 1901年（明治34年）大津郵便局開設[1]。
- 1912年（明治45年）出雲電気設立[1]。
- 1917年（大正6年）出雲製鉄が設立し1923年（大正12年）渡部製鋼所に改称[1]。
- 1925年（大正14年）鐘淵紡績（カネボウ）簸川工場を誘致[1]。
- 1941年（昭和16年）2月11日、簸川郡今市町、古志村、高松村、高浜村、四纏村、川跡村、塩冶村、鳶巣村と合併して出雲町を新設し廃止された[1][2]。

### 地名の由来
江戸期まで斐伊川の水運の古い港であったことから。

## 産業
- 農業、商業[1]。

## 交通

### 鉄道
- 1914年（大正3年）一畑軽便鉄道が開通し、大津町駅を開設[1]。